# Астрейко, Анатоль
Аки́м Петро́вич Астре́йко (бел. Акім Пятровіч Астрэйка; псевдоним — Анатоль Астрейко; 24 июля 1911 — 23 августа 1978) — белорусский советский поэт, переводчик, журналист. Член Союза писателей СССР (1939). Известность получил как поэт-песенник, сатирик, детский писатель.

## Биография
Родился в крестьянской семье в деревне Песочная (ныне — Копыльский район, Минская область, Беларусь). Окончил двухлетние учительские курсы при Минском педагогическом техникуме (1930), учился на литературном факультете в Минском педагогическом институте (1932—1934).
С 1930 года работал в газетах Полоцка, Орши, Горок, Минска (журналы «Калгаснік Беларусі», «Напагатове», газета «Літаратура і мастацтва»), преподавал белорусский язык и литературу на рабфаке. Во время Великой Отечественной войны — ответственный секретарь сатирической газеты-плаката «Раздавім фашысцкую гадзіну». В 1942 и в 1943 годах по заданию Белорусского штаба партизанского движения направлялся на оккупированную территорию Белоруссии.
В 1946—1948 годах — председатель Гродненского отделения Союза писателей Белорусской ССР, в 1948—1953 годы — ответственный секретарь журнала «Вожык».

## Творчество
Дебютировал в 1929 году стихами. Первый поэтический сборник «Слава жизни» (бел. «Слава жыццю») вышел в 1940 году. В 1943 году типография слуцкой подпольной газеты «Народны мсцівец» выпустила сборник стихов «Слуцкий пояс» (бел. «Слуцкі пояс») (переиздан в 1964 году). Для произведений А. Астрейко характерна связь с фольклорной традицией, напевность.
А. Астрейко переводил на белорусский язык произведения народов СССР (А. Пушкина, Л. Толстого, В. Маяковского, А. Прокофьева, А. Твардовского). Автор текстов многочисленных популярных белорусских песен («Ой бацька мой, Нёман», «Песня пра Заслонова», «Шоўкавыя травы»).

### Поэтические сборники
- бел. «Слава жыццю» («Слава жизни») (1940)
- бел. «Слуцкі пояс» («Слуцкий пояс») (1943)
- бел. «Крамлёўскія зоры» («Кремлёвские звёзды») (1945)
- бел. «Добры дзень» («Добрый день») (1948)
- бел. «Зямля мая» («Земля моя») (1952)
- бел. «Песня дружбы» («Песня дружбы») (1956)
- бел. «Бацька мой Нёман» («Отец мой Нёман») (1961)
- бел. «Сэрца насцеж» («Сердце нараспашку») (1965)
- бел. «Цвіціце, верасы» («Цвети, вереск») (1975)
- бел. «Зямная Случчына» («Земная Слутчина») (1977)
- бел. «Ураджай цяпла» («Урожай тепла») (1978)
- бел. «Памяць дарог» («Память дорог») (1980)
- бел. «Выбраныя творы» ў 2 тамах («Избранные произведения» в 2 томах) (1970, 1981)

### Произведения для детей
- бел. «Елка» (Стихотворная сказка «Ёлка») (1-е изд. 1949)
- бел. «Прыгоды дзеда Міхеда» (Поэма «Приключения деда Михеда») (1-е изд. 1956, 6-е изд. 2011)

### Издания Анатоля Астрейко на русском языке
- Астрейко, А. Приключения деда Михеда / А. Астрейко; пер. с бел. Ивана Бурсова. — Минск : Мастацкая літаратура, 1974. — 224 с.

## Награды и звания
- Орден Красной Звезды
- Орден «Знак Почёта» (25.02.1955)
- Медали

## Память
- Имя А. Астрейко присвоено Копыльской центральной районной библиотеке[2].
- Именем поэта названа улица в Копыле.